# The Young Turks

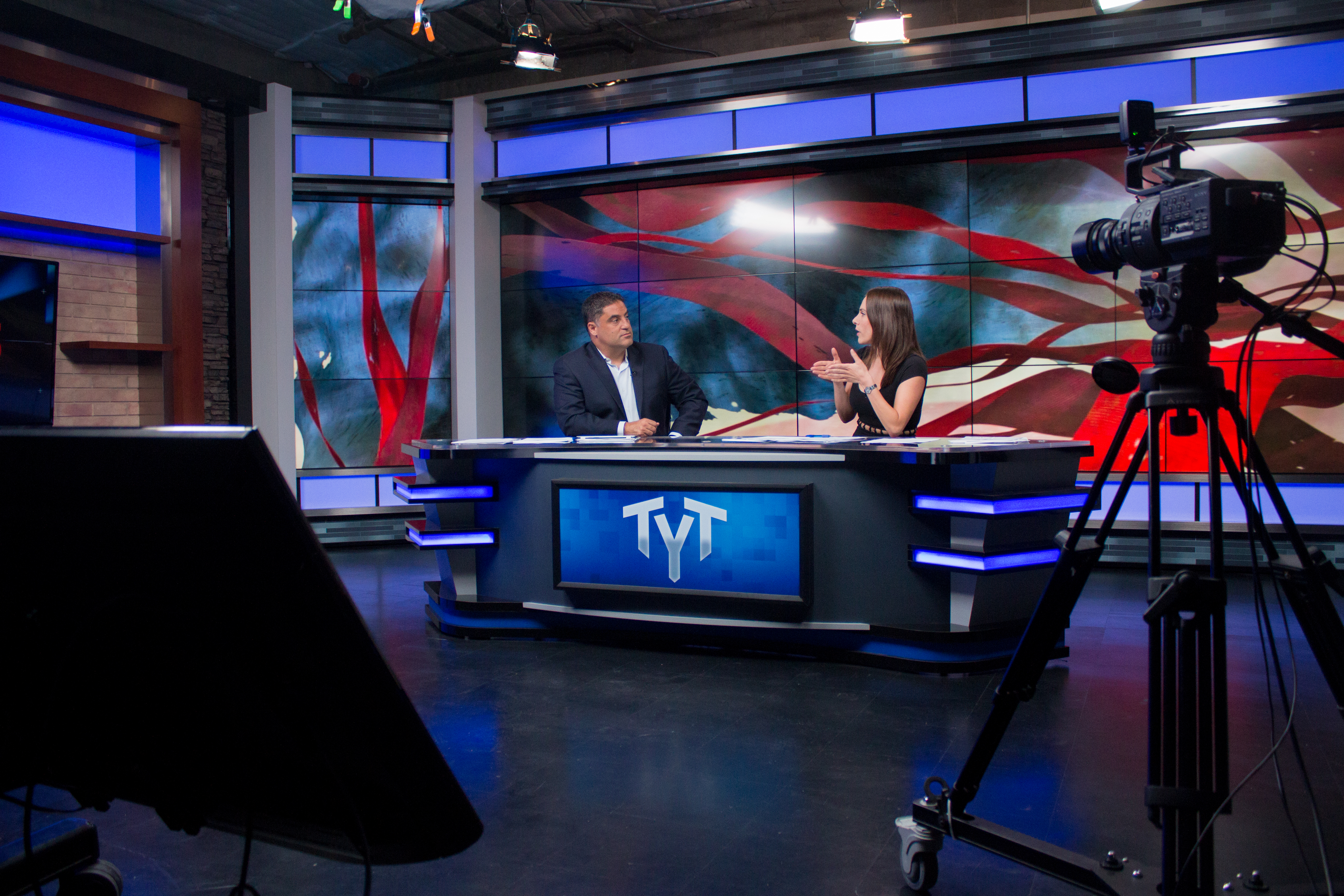
Ana Kasparianová a Cenk Uygur – hlavní moderátoři na losangeleském place pořadu The Young Turks

The Young Turks (nebo zkráceně TYT) je americký radikálně levicový[zdroj?] pořad formátu společenského komentovaného zpravodajství vysílaný on-line. Svůj název převzal podle Mladoturků (anglicky Young Turks) známých především Arménskou genocidou. Jeho hlavními moderátory jsou Cenk Uygur a Ana Kasparianová. Pořad se dotýká témat z politiky, společnosti, ale i zábavy a trendů nebo sociálních sítí. Dal by se charakterizovat jako liberální nebo progresivní.
Pořad se začal vysílat v roce 2002 (v obývacím pokoji Cenka Uygura, ve formě radiové relace) v roce 2006 přešel na YouTube (jako první streamovaná show vůbec) a v současnosti se stal nejsledovanějším zpravodajským on-line pořadem vůbec. Pořad, jeho formát, technické zabezpečení atd. vlastní stejnojmenné LLC (americká obdoba s.r.o) Cenka Uygyra, pro niž pracuje 30 zaměstnanců. Studia se nacházejí v kalifornském Culver City (předměstí Los Angeles).

## Model
Většina obsahu je přístupná přes YouTube buď v jeho hlavním kanálu nebo spřátelených kanálů, často s moderátory, kteří se občas objeví hlavní relaci. Všechny tyto kanály spadají pod tzv. síť – TYT Network. V červenci 2014 na YouTube překročily 2 miliardy zhlédnutí a v listopadu 2014 hlásí 1,4 milionu zhlédnutí videí denně.
V letech 2011–2013 show běžela pod názvem The Young Turks with Cenk Uygur na Current TV, kterou ale poté koupila Al-Jazeera a pro neshodu v podmínkách dalšího fungování bylo vysílání tam ukončeno.
Kromě YouTube bylo TYT spuštěno na Hulu (2013) a Roku (2014).

## Formát
Hlavní show je nahrávána každý den. Každé z nich předchází produkční mítink, ve kterém se vybírají témata dne, a k nim se ověřují tvrzení, zdroje, záznamy atd., tvoří se grafika a infografika, jež se bude v reálném čase stříhat do natáčení. Hlavní pořad z daného dne trvá 2 hodiny. Během něj se probírají vybrané zprávy a témata (na jedno vyjde cca 5-15 minut). V přestávce uprostřed, nebo podle potřeby i mezi tématy se může změnit moderátor nebo moderátoři, kteří tu kterou zprávu přinášejí nebo komentují. Pro YouTube nabízí TYT jak celou show (1. a 2. hodinu), tak i videa jednotlivých témat, většinou ale s prodlevou 1-2 dnů.
Stejný obsah nabízí ke sledování i oficiální stránky pořadu, s tím, že nabízí placenou „Post Game (show)“, ve které lákají na exkluzívní obsah např. nesestříhané části rozhovorů nebo sdílení osobních událostí komentátorů a členů produkčního týmu. Počet placených zákazníků překročil 10 tisíc na jaře 2016.

### Kanály TYT Network
- The Young Turks
- TYT Plus
- The Point with Ana Kasparian
- The Jimmy Dore Show
- TYT Interviews
- NerdAlert
- TYT Sports
- ThinkTank
- What The Flick?!
- TYT Shows
- TYT Live
- TYT Nation
- Pop Trigger
- Acronym TV
- Truth Mashup
- The Majority Report with Sam Seder
- Ron Placone
- The Richard Fowler Show
- Secular Talk
- We Act Radio
- The Zero Hour with RJ Eskow
- David Koller
- Ana Kasparian
- John Iadarola
- A Total Disruption
- MajorityReportLIVE
- VICE News
- Old School
- Styleogue
- Brave New Films
- TYT Network
- ScIQ
- TYT Politics

### Lidé
hlavní moderátoři
- Cenk Uygur
- Ana Kasparian

moderátoři/komentátoři
- Ben Mankiewicz
- John Iadarola
- Jimmy Dore
- Brian Unger
- Hannah Cranston
- Becca Frucht
- Brett Erlich
- Wes Clark Jr
- Michael Shure
- Cara Santa Maria
- RJ Eskow
- Dave Rubin
- Gina Grad
- Kim Horcher

výkonní producenti
- Cenk Uygur
- Dave Koller

produkční
- Jesus Godoy
- Jayar Jackson
- Mark Register